# Phu Tho (provins)
Phu Tho (på vietnamesiska Phú Thọ) är en provins i norra Vietnam. Provinsen består av stadsdistrikten Viet Tri (huvudstaden) och Phu Tho samt tio landsbygdsdistrikt: Cam Khe, Doan Hung, Ha Hoa, Lam Thao, Phu Ninh, Tam Nong, Thanh Ba, Thanh Son, Thanh Thuy och Yen Lap.